# Alexander Furman
Alexander Furman é um matemático, professor da Universidade do Illinois em Chicago. Obteve o bacharelado em matemática e ciência da computação em 1986 na Universidade Hebraica de Jerusalém. Obteve o mestrado em matemática em 1987-1989, também na Universidade Hebraica de Jerusalém, onde obteve também um PhD em matemática em 1991-1996
Foi palestrante convidado do Congresso Internacional de Matemáticos em Seul (2014).